# Морозов, Алим Яковлевич
Али́м Я́ковлевич Моро́зов (18 февраля 1932, Вервековка, Богучарский район, Центрально-Чернозёмная область, РСФСР, СССР  — 24 августа 2021,Россошь, Воронежская область,Россия) — советский и российский историк-краевед, писатель.

## Биография
Родился 18 февраля 1932 года в селе Вервековка Богучарского района Центрально-Чернозёмной области (ныне — Воронежская область).
В 1961 году окончил историческое отделение историко-филологического факультета Воронежского государственного университета. Тогда же занялся изучением военных событий на Среднем Дону в 1942—1943 годах.
С 1961 по 1989 год Морозов выступал со статьями, очерками, рассказами с местной периодической печати. В 1982-83 годах занимался созданием Россошанского краеведческого музея, директор этого музея.
С 1988 года начал работать с итальянскими туристами. Первой была группа, приехавшая в Россошь с итальянским писателем Марио Ригони Стерном. В 1990 году принимал первую делегацию Национальной ассоциации альпийцев Италии во главе с Леонардо Каприоли.
В сентябре 1991 году Морозов стал лауреатом премии «Агордино де Оро». С 1992 года помогал Ассоциации военно-мемориального сотрудничества «Военные Мемориалы» и представителям Комиссариата по оказанию воинских почестей погибшим на войне Министерства Обороны Италии определять место нахождения итальянских военных кладбищ и санитарных захоронений.

## Некоторые работы
- Гарибальдиец из Лизиновки.
- Война у моего дома. Воронеж, 2000.
- Россошь — земли родной начало
- Служил отечеству. Воронеж, 2005.
- Пусть с ними нас соединяет память. Воронеж, 2009.
- На южном фланге Воронежского фронта. Воронеж, 2009.
- В. Г. Чертков — друг Л. Н. Толстого
- К последнему рубежу «Дранг нах Остен»
- Dalla lontana infanzia di guerra. 2a edizione, 2003, pp. 128 Museo della guerra Rovereto[2].

В 1995 году в Италии вышла его книга на итальянском языке «Из далёкого военного детства».

## Награды, звания и премии
- медаль «Ветеран труда»
- медаль «За доблестный труд в Великой Отечественной войне 1941-1945 гг.»
- медаль «50 лет Победы в Великой Отечественной войне 1941-1945 гг.»
- медаль «60 лет Победы в Великой Отечественной войне 1941—1945 гг.» (Россия)
- региональная премия «Агордино де Оро» (Италия, 1991)
- Почётный гражданин города Россошь  (1999)